# Norakert
Norakert là một đô thị thuộc tỉnh Armavir, Armenia. Dân số ước tính năm 2011 là 3236 người. Đô thị này thuộc vùng đô thị Yerevan.